# Kim Sang-hee
Kim Sang-hee (en hangeul 김상희), née le 18 mai 1954 à Gongju en Corée du Sud, est une femme politique sud-coréenne, vice présidente de l'Assemblée nationale de Corée du Sud depuis 2020. Militante féministe, il s'agit de la première femme à accéder à ce poste en Corée du Sud. 

## Jeunesse et études
Kim Sang-hee est née le 18 mai 1954 à Gongju, en Corée du Sud. Après l'obtention de son diplôme de fin d'études du lycée de Gongju, elle suit une licence en pharmacie à l'Université pour femmes Ewha. Étudiante pendant les années de l'administration Park Chung-hee, elle participes aux mouvements étudiants contre son régime.
Elle commence sa carrière dans la société civile.
Elle contribue à la création de l'association des femmes coréennes (ko), première association de Corée du Sud visant à faire valoir les droits des femmes, et à lutter contre le sexisme et les discriminations faites aux femmes en 1987,. De 1997 à 2004, elle est membre du bureau directif de cette association, qu'elle préside cette association de 2005 à 2007.
En 2005, elle reçoit une médaille de l'Ordre du Mérite Civil de la part du gouvernement sud-coréen pour son travail pour son travail contre les discriminations faites aux femmes. Elle a notamment contribué à l'abolition du système patriarcal Hojuje et à la mise en place d'une loi plus sévère contre les violences sexuelles,.

## Carrière électorale
Kim Sang-hee fait ses débuts en politique en 2007, en rejoignant le parti démocrate de Corée du Sud. Elle remporte sa première élection législative en 2008, et décroche un siège à la proportionnelle. Elle est réélue en 2012, 2016 et 2020 en tant que représentante du district de Bucheon.
En 2012, elle s'oppose au candidat sortant Cha Myong-jin (en), et gagne l'élection, devenant la représentante du district de Bucheon. À l'issue de cette élection, elle prend la tête de la Commission de l'égalité des sexes et de la famille de l'Assemblée nationale,.
En 2016, à l'issue de sa réelection, Kim Sang-hee s'implique dans des projets de loi liés à la garde d'enfants, aux droits et au traitement des mères célibataires, et sur les affaires d'agressions sexuelles. En 2017, elle prend la tête du comité sur le vieillissement de la population, mis en place par le président Moon Jae-in.
En 2020, elle est réélue pour la seconde fois en tant que représentante du district de Bucheon. Elle est rejoint à l'Assemblée nationale sud-coréenne par d'autres militantes féministes sud-coréennes, comme Nam In-soon (en), Jung Choun-sook (en), Jin Sun-mee (en), elles aussi membres de l'association des femmes coréennes. La même année, elle est nommée à la tête du siège des contre-mesures de prévention des épidémies du Parti démocratique sud-coréen, lors de la pandémie de Covid-19.  
Le 5 juin 2020, elle est élue vice présidente de l'assemblée nationale de Corée du Sud, et devient la première femme à occuper ce poste en Corée du Sud. Lors de son élection, elle s'engage à œuvrer pour un parlement plus paritaire, qui représenterait au mieux le peuple sud-coréen,. Elle travaille conjointement avec Park Byeong-seug, président de l'Assemblée nationale, et Chung Jin-suk (en), autre vice président issu du parti d'opposition Pouvoir au peuple.  
En tant que vice présidente de l'assemblée, elle effectue également plusieurs visites à l'international, notamment en Indonésie, pour solidifier les relations entre les deux pays.  

## Prises de positions
Kim Sang-hee est très impliquée dans la lutte contre les discriminations faites aux femmes. Par son élection au poste de vice présidente de l'assemblée nationale de Corée du Sud, elle espère inspirer une nouvelle génération de femmes à se lancer dans la politique, et briser le plafond de verre qui existe encore pour les femmes dans la politique en Corée du Sud.
Elle s'implique également dans les questions écologiques et environnementales depuis son entrée dans la politique. Elle s'est notamment battue pour le maintien de la zone de la vasière de Seocheon, sur laquelle une zone industrielle aurait dû être construite. À la suite de la catastrophe nucléaire de Fukushima, elle estime également que si le gouvernement japonais refuse d'analyser la qualité de l'eau, la Corée du Sud devrait arrêter d'importer des produits japonais. En 2006, elle est également nommée par le président Roh Moo-hyun à la tête du Comité consultatif du Président pour le développement durable. 

## Controverses
En 2020, Kim Sang-hee défend Yoon Mee-hyang (en), une députée accusée de détournements de fonds publics, avant ses aveux. Elle continue alors de défendre Yoon, en appuyant sur le fait que ses détracteurs sont des « les forces politiques et les médias qui ont collaboré avec les forces d'extrême droite pro-japonaises entre-temps »,.